# داريل جونز (لاعب كرة قاعدة أمريكي)
داريل جونز (بالإنجليزية: Darryl Jones)‏ هو لاعب كرة قاعدة أمريكي، ولد في 5 يونيو 1951 في ميدفيل في الولايات المتحدة.